# 大日本帝国陸軍飛行戦隊一覧
大日本帝国陸軍飛行戦隊一覧は、大日本帝国陸軍が有した飛行戦隊（陸軍飛行戦隊）の一覧。

## 一覧
- 飛行第1戦隊
- 飛行第2戦隊
- 飛行第3戦隊
- 飛行第4戦隊
- 飛行第5戦隊
- 飛行第6戦隊
- 飛行第7戦隊
- 飛行第8戦隊
- 飛行第9戦隊
- 飛行第10戦隊
- 飛行第11戦隊
- 飛行第12戦隊
- 飛行第13戦隊
- 飛行第14戦隊
- 飛行第15戦隊
- 飛行第16戦隊
- 飛行第17戦隊
- 飛行第18戦隊
- 飛行第19戦隊
- 飛行第20戦隊
- 飛行第21戦隊
- 飛行第22戦隊
- 飛行第23戦隊

- 飛行第24戦隊
- 飛行第25戦隊
- 飛行第26戦隊
- 飛行第27戦隊
- 飛行第28戦隊
- 飛行第29戦隊
- 飛行第30戦隊
- 飛行第31戦隊
- 飛行第32戦隊
- 飛行第33戦隊
- 飛行第34戦隊
- 飛行第38戦隊
- 飛行第44戦隊
- 飛行第45戦隊
- 飛行第47戦隊
- 飛行第48戦隊
- 飛行第50戦隊
- 飛行第51戦隊
- 飛行第52戦隊
- 飛行第53戦隊
- 飛行第54戦隊
- 飛行第55戦隊
- 飛行第56戦隊

- 飛行第58戦隊
- 飛行第59戦隊
- 飛行第60戦隊
- 飛行第61戦隊
- 飛行第62戦隊
- 飛行第63戦隊
- 飛行第64戦隊
- 飛行第65戦隊
- 飛行第66戦隊
- 飛行第67戦隊
- 飛行第68戦隊
- 飛行第70戦隊
- 飛行第71戦隊
- 飛行第72戦隊
- 飛行第73戦隊
- 飛行第74戦隊
- 飛行第75戦隊
- 飛行第77戦隊
- 飛行第78戦隊
- 飛行第81戦隊
- 飛行第82戦隊
- 飛行第83戦隊
- 飛行第85戦隊

- 飛行第87戦隊
- 飛行第90戦隊
- 飛行第95戦隊
- 飛行第98戦隊
- 飛行第101戦隊
- 飛行第102戦隊
- 飛行第103戦隊
- 飛行第104戦隊
- 飛行第105戦隊
- 飛行第106戦隊
- 飛行第107戦隊
- 飛行第108戦隊
- 飛行第109戦隊
- 飛行第110戦隊
- 飛行第111戦隊
- 飛行第112戦隊
- 飛行第144戦隊 → 飛行第244戦隊
- 飛行第200戦隊
- 飛行第204戦隊
- 飛行第208戦隊
- 飛行第244戦隊
- 飛行第246戦隊
- 飛行第248戦隊